# Amblypalpis olivierella
Amblypalpis olivierella är en fjärilsart som beskrevs av Émile Louis Ragonot 1886. Amblypalpis olivierella ingår i släktet Amblypalpis och familjen stävmalar. Inga underarter finns listade i Catalogue of Life.